# Аппарат государственного министра Грузии по вопросам примирения и гражданского равноправия
Аппарат государственного министра Грузии по вопросам примирения и гражданского равноправия отвечает за координацию и мониторинг деятельности по отношению к грузино-осетинскому и грузино-абхазскому урегулированиям конфликтов, генерируя новые мирные инициативы и реинтеграцию конфликтных регионов и их населения с остальной частью Грузии.

## История
Аппарат государственного министра по реинтеграции был создан 24 января 2008 года Указом Президента № 33 эффективно заменяя Аппарат государственного министра по вопросам урегулирования конфликтов. 8 февраля 2008 года, Бюро министра было создано, и весь его устав был утвержден постановлением № 23. Его первый министр Темур Якобашвили был назначен 31 января 2008 года. 1 января агентство было переименовано в Аппарат государственного министра Грузии по вопросам примирения и гражданского равноправия.
После создания аппарата, грузинские официальные лица предложили миру формат "3+1" (Россия, Северная Осетия-Алания, сепаратистских власти Южной Осетии и Грузии), через формат "2+2+2", в котором переговоры об урегулировании конфликта будут проводиться на трех уровнях. На первом уровне было предложено включить местных лидеров сепаратистских властей Цхинвали и Временного административного округа Дмитрия Санакоева в Южной Осетии. Второй уровень включал Россию и Грузию в качестве международно-правовых сторон в конфликте и на третьем уровне были привлечены ОБСЕ и ЕС в качестве нейтральных международных посреднических сторон. Как Россия, так и сепаратистские власти Южной Осетии отклонили предложение.

## Структура
Основные функции агентства включают оказание политической поддержки резолюциям как грузино-осетинского, так и грузино-абхазского конфликтов, инициируя новые мирные предложения и помощь в реинтеграции сепаратистских регионов и её абхазского, осетинского и грузинского населения с остальной Грузией. Министерство также облегчает процесс создания необходимых предпосылок для полного разрешения масштабов конфликтов, включая возобновление грузино-осетинского и грузино-абхазских отношений. Среди основных целей агентства были участие Европейской программы соседства, программы ОБСЕ по реабилитации и Европейского Союза как главного посредника в мирном процессе урегулирования конфликта. В деятельность ведомства также входит разработка, организация и управление в рамках мирного процесса, введение механизмов за безусловное возвращение беженцев и вынужденных переселенцев в свои дома, восстановление экономических связей с Абхазией и Южной Осетией и содействие совместной хозяйственной деятельности, восстановление и развитие социальных связей с сепаратистскими регионами, разработка взаимоприемлемой системы политического устройства, основанного на демократических принципах.

## Государственные министры

### Государственные министры Грузии по вопросам урегулирования конфликтов
1. Георгий Хаиндрава, 2004-2006
2. Мераб Антадзе, 2006-2007
3. Давид Бакрадзе, 2007-2008

### Государственные министры Грузии по вопросам реинтеграции
1. Темур Якобашвили, 2008-2010
2. Екатерина Ткешелашвили, 2010-2012
3. Паата Закареишвили, 2012-2014

### Государственные министры Грузии по вопросам примирения и гражданского равноправия
1. Паата Закареишвили, 2014-2016
2. Кетеван Цихелашвили, 2016- по настоящее время